# グラディエンテ
グラディエンテ(ポルトガル語: Gradiente)、グラジエンテ(ブラジルポルトガル語: Gradiente)とは、ブラジルの家電メーカーでサンパウロに本社を構える。映像機器（テレビ、DVDプレイヤー含む）、音響機器、ホームシアター、ハイエンドアコースティック、オフィス・モバイルステレオ、無線機器、携帯電話・スマートフォン、タブレットなど多種製品の開発販売を行なっている。
スローガンは「Isso é Gradiente」。

## 歴史
1964年設立。1996年にブラジルで任天堂ゲーム機のライセンス生産を行う完全子会社であるプレイトロニック(Playtronic)を設立し、数機種に対応したゲームの発売や数タイトルのゲーム（NINTENDO 64のサウスパーク、シャドーマン）のポルトガル語訳版の販売を手がけたが、2003年に当時のドル高が原因で任天堂との提携を解消した。

## iphone
2000年にブラジルで「iphone」の商標登録を行なっており、2012年現在、Android搭載スマートフォンをこの商品名で発売している。